# Noitamina
A noitaminA (ノイタミナ; Animation hátrafelé írva) a Fuji Television animéket sugárzó műsorblokkja, amit kezdetben a csütörtöki 24:45 és 25:15 közötti (péntek 00:45–1:15) idősávban vetítettek. Azzal a szándékkal indították, hogy szélesebbre vegyék a tipikus fiatal fiúkból álló célközönséget. 2010-ben a műsorblokk adásideje félóráról egy egész órára duzzadt, így csütörtöki 24:45–25:45 (péntek 00:45–1:45) idősávban vetítik. Eddig mindössze egyetlen nem animesorozatot vetítettek a noitaminA-n; a Mojasimon 2010-es élőszereplős adaptációját. 2010. április 15-én a Fuji TV és Funimation bejelentette, hogy a megállapodásuk szerint a Funimation egy óra csúsztatással leadhatja Észak-Amerikában a noitaminA-műsorokat.

## Műsorai
| #  | Cím                                                   | Idősáv | Bemutató                                      | Záró epizód                                      | Ep.          | Stúdió                                    | Megjegyzések                                       |
| -- | ----------------------------------------------------- | ------ | --------------------------------------------- | ------------------------------------------------ | ------------ | ----------------------------------------- | -------------------------------------------------- |
| 1  | Méz és lóhere                                         | —      | 2005. április 14.                             | 2005. szeptember 26.                             | 24           | J.C.Staff                                 | Umino Csika mangájának animeadaptációja            |
| 2  | Paradise Kiss                                         | —      | 2005. október 13.                             | 2005. december 29.                               | 12           | Madhouse                                  | Jazava Ai mangájának animeadaptációja              |
| 3  | Ajakasi                                               | —      | 2006. január 13.                              | 2006. március 24.                                | 11           | Toei Animation                            | Eredeti mű japán klasszikus mesék alapján          |
| 4  | Dzsjú ó szei                                          | —      | 2006. április 13.                             | 2006. június 22.                                 | 11           | Bones                                     | Icuki Nacumi mangájának animeadaptációja           |
| 5  | Méz és lóhere II                                      | —      | 2006. június 29.                              | 2006. szeptember 14.                             | 12           | J.C.Staff                                 | A Méz és lóhere folytatása                         |
| 6  | Hataraki Man                                          | —      | 2006. október 12.                             | 2006. december 21.                               | 11           | Studio Gallop                             | Anno Mojoko mangájának animeadaptációja            |
| 7  | Nodame Cantabile                                      | —      | 2007. január 11.                              | 2007. június 28.                                 | 23           | J.C.Staff                                 | Ninomija Tomoko mangájának animeadaptációja        |
| 8  | Mononoke                                              | —      | 2007. július 12.                              | 2007. szeptember 27.                             | 12           | Toei Animation                            | Az Ajakasi spin-offja                              |
| 9  | Mojasimon                                             | —      | 2007. október 12.                             | 2007. december 21.                               | 11           | Shirogumi és a Telecom Animation Film     | Isikava Maszajuki mangájának animeadaptációja      |
| 10 | Hakaba Kitaró                                         | —      | 2008. január 10.                              | 2008. március 20.                                | 11           | Toei Animation                            | Mizuki Sigeru mangájának animeadaptációja          |
| 11 | Tosokan szenszó                                       | —      | 2008. április 10.                             | 2008. június 26.                                 | 12           | Production I.G                            | Arikava Hiro light noveljének animeadaptációja     |
| 12 | Szeijó kottó jógasiten                                | —      | 2008. július 3.                               | 2008. szeptember 18.                             | 12           | Nippon Animation és a Shirogumi           | Josinaga Fumi mangájának animeadaptációja          |
| 13 | Nodame Cantabile: Paris Chapter                       | —      | 2008. október 9.                              | 2008. december 18.                               | 11           | J.C.Staff                                 | A Nodame Cantabile folytatása                      |
| 14 | Gendzsi monogatari szennenki                          | —      | 2009. január 15.                              | 2009. március 26.                                | 11           | TMS Entertainment és a Tezuka Productions | A Gendzsi szerelmei animeadaptációja               |
| 15 | Higasi no Eden                                        | —      | 2009. április 9.                              | 2009. június 18.                                 | 11           | Production I.G                            | Eredeti mű                                         |
| 16 | Tokyo Magnitude 8.0                                   | —      | 2009. július 9.                               | 2009. szeptember 17.                             | 11           | Bones és a Kinema Citrus                  | Eredeti mű                                         |
| 17 | Kúcsú buranko                                         | —      | 2009. október 15.                             | 2009. december 24.                               | 11           | Toei Animation                            | Okuda Hideo elbeszéléssorozatának animeadaptációja |
| 18 | Nodame Cantabile: Finale                              | —      | 2010. január 14.                              | 2010. március 25.                                | 11           | J.C.Staff                                 | A Nodame Cantabile: Paris Chapter folytatása       |
| 19 | Szarai-ja gojó                                        | 24:45  | 2010. április 15.                             | 2010. július 1.                                  | 12           | Manglobe                                  | Ono Nacume mangájának animeadaptációja             |
| 20 | Jodzsóhan sinva taikei                                | 25:15  | 2010. április 22.                             | 2010. július 1.                                  | 11           | Madhouse                                  | Morimi Tomihiko regényének animeadaptációja        |
| 21 | Mojasimon (élőszereplős)                              | 24:45  | 2010. július 8.                               | 2010. szeptember 16.                             | 11           | Shirogumi                                 | A Mojasimon élőszereplős adaptációja               |
| 22 | Shiki                                                 | 25:15  | 2010. július 8.                               | 2010. december 30.                               | 22           | Daume                                     | Ono Fujumi regényének animeadaptációja             |
| 23 | Kuragehime                                            | 24:45  | 2010. október 14.                             | 2010. december 30.                               | 11           | Brain’s Base                              | Higaimura Akiko mangájának animeadaptációja        |
| 24 | Fractale                                              | 24:45  | 2011. január 13.                              | 2011. március 31.                                | 11           | A-1 Pictures és az Ordet                  | Eredeti mű                                         |
| 25 | Hóró muszuko                                          | 25:15  | 2011. január 13.                              | 2011. március 31.                                | 11           | AIC                                       | Simura Takako mangájának animeadaptációja          |
| 26 | C                                                     | 24:45  | 2011. április 14.                             | 2011. június 23.                                 | 11           | Tatsunoko Production                      | Eredeti mű                                         |
| 27 | Ano hi mita hana no namae o bokutacsi va mada siranai | 25:15  | 2011. április 14. 2013. július 11. (ismétlés) | 2011. június 23. 2013. szeptember 19. (ismétlés) | 11           | A-1 Pictures                              | Eredeti mű                                         |
| 28 | Uszagi Drop                                           | 24:45  | 2011. július 7.                               | 2011. szeptember 15.                             | 11           | Production I.G                            | Unita Jumi mangájának animeadaptációja             |
| 29 | No. 6                                                 | 25:15  | 2011. július 7.                               | 2011. szeptember 15.                             | 11           | Bones                                     | Aszano Acuko regénysorozatának animeadaptációja    |
| 30 | Un-Go                                                 | 24:45  | 2011. október 13.                             | 2011. december 22.                               | 11           | Bones                                     | Sakagucsi Ango műveinek animeadaptációja           |
| 31 | Guilty Crown                                          | 25:15  | 2011. október 13.                             | 2012. március 22.                                | 22           | Production I.G                            | Eredeti mű                                         |
| 32 | Thermae Romae                                         | 24:45  | 2012. január 12.                              | 2012. január 26.                                 | 3            | DLE                                       | Jamazaki Mari mangájának animeadaptációja          |
| 33 | Black Rock Shooter                                    | 24:45  | 2012. február 2.                              | 2012. március 22.                                | 8            | Ordet és a Sanzigen                       | A Black Rock Shooter OVA animeadaptációja          |
| 34 | Szakamicsi no Apollon                                 | 24:45  | 2012. április 12.                             | 2012. június 28.                                 | 12           | MAPPA és a Tezuka Productions             | Kodama Juki mangájának animeadaptációja            |
| 35 | Curitama                                              | 25:15  | 2012. április 12.                             | 2012. június 28.                                 | 12           | A-1 Pictures                              | Eredeti mű                                         |
| 36 | Mojasimon Returns                                     | 24:45  | 2012. július 5.                               | 2012. szeptember 13.                             | 11           | Shirogumi és a Telecom Animation Film     | A Mojasimon folytatása                             |
| 37 | Nacujuki Rendezvous                                   | 25:15  | 2012. július 5.                               | 2012. szeptember 13.                             | 11           | Dogakobo                                  | Kavacsi Haruka mangájának animeadaptációja         |
| 38 | Psycho-Pass                                           | 24:45  | 2012. október 11. 2014. július (ismétlés)     | 2013. március 21. TBA (ismétlés)                 | 22 11 (ism.) | Production I.G                            | Eredeti mű                                         |
| 39 | Robotics;Notes                                        | 25:15  | 2012. október 11.                             | 2013. március 21.                                | 22           | Production I.G                            | A 5pb. viusal noveljének animeadaptációja          |
| 40 | Katanagatari                                          | 24:45  | 2013. április 11.                             | 2013. június 27.                                 | 12           | White Fox                                 | Isin Nisio light noveljének animeadaptációja       |
| 41 | Gin no szadzsi                                        | 24:45  | 2013. július 11.                              | 2013. szeptember 19.                             | 11           | A-1 Pictures                              | Arakava Hiromu mangájának animeadaptációja         |
| 42 | Galilei Donna                                         | 24:50  | 2013. október 10.                             | 2013. december 19.                               | 11           | A-1 Pictures                              | Eredeti mű                                         |
| 43 | Samurai Flamenco                                      | 25:20  | 2013. október 10.                             | 2014. március 27.                                | 22           | Manglobe                                  | Eredeti mű                                         |
| 44 | Gin no szadzsi 2                                      | 24:50  | 2014. január 9.                               | 2014. március 27.                                | 11           | A-1 Pictures                              | A Gin no szadzsi folytatása                        |
| 45 | Ping Pong                                             | 24:50  | 2014. április 10.                             | TBA                                              | TBA          | Tatsunoko Production                      | Macumoto Taijó mangájának animeadaptációja         |
| 46 | Rjúgadzsó Nanana no maizókin                          | 25:20  | 2014. április 10.                             | TBA                                              | TBA          | A-1 Pictures                              | Ótorino Kazuma light noveljének animeadaptációja   |
| 47 | Zankjó no Terror                                      | 24:50  | 2014. július 10.                              | 2014. szeptember 25.                             | 11           | MAPPA                                     | Eredeti mű                                         |
| 48 | Psycho-Pass 2                                         | 24:50  | 2014. október 9.                              | 2014. december 18.                               | 11           | Production I.G                            | A Psycho-Pass folytatása                           |
| 49 | Sigacu va kimi no uszo                                | 25:15  | 2014. október 9.                              | 2015. március 19.                                | 22           | A-1 Pictures                              | Arakava Naosi mangájának animeadaptációja          |
| 50 | Szaenai Heroine no szodatekata                        | 24:50  | 2015. január 8.                               | 2015. március 26.                                | 11           | TBA                                       | Maruto Fumiaki light noveljének animeadaptációja   |
| 51 | Punch Line                                            | 24:55  | 2015. április 9.                              | 2015. június 25.                                 | 12           | MAPPA                                     | Eredeti mű                                         |
| 52 | Rampo kitan: Game of Laplace                          | 24:55  | 2015. július 2.                               | 2015. szeptember 17.                             | 11           | Lerche                                    | Edogava Ranpo műveinek animeadaptációja            |
| 53 | Szubete ga F ni naru                                  | 24:55  | 2015. október 8.                              | 2015. december 17.                               | 11           | A-1 Pictures                              | Mori Hirosi regényének animeadaptációja            |
| 54 | Boku dake ga inai macsi                               | 24:55  | 2016. január 7.                               | 2016. március 24.                                | 12           | A-1 Pictures                              | Szanbe Kei mangájának animeadaptációja             |
| 55 | Kótecudzsó no Kabaneri                                | 24:55  | 2016. április 7.                              | 2016. június 30.                                 | 12           | Wit Studio                                | Eredeti mű                                         |
| 56 | Battery                                               | 24:55  | 2016. július 14.                              | TBA                                              | 11           | Zero-G                                    | Aszano Acuko regényének animeadaptációja           |
| 57 | Fune o amu                                            | 24:55  | 2016. október 13.                             | TBA                                              | TBA          | Zexcs                                     | Miura Sion regényének animeadaptációja             |
| 58 | Kuzu no honkai                                        | TBA    | 2017. január                                  | TBA                                              | TBA          | Lerche                                    | Jokojari Mengo mangájának animeadaptációja         |
| 59 | Szaenai Heroine no szodatekata. Flat                  | TBA    | 2017. április                                 | TBA                                              | TBA          | A-1 Pictures                              | A Szaenai Heroine no szodatekata folytatása        |

## A műsorblokkot sugárzó televízióadók listája

### Földfelszíni adók
- Ugyan a Nagano Hoso, a Toyama TV, az Oita TV, a Miyazaki TV és az Okinawa TV Fuji Network System tagok mégsem sugározták rajtuk a műsorblokkot.
- Az Aomori TV (TBS) 2007 áprilisa és szeptembere között leadta a Nodame Cantabilét.